# Lipové
Lipové (węg. Zsemlékes) – wieś i gmina (obec) w powiecie Komárno w kraju nitrzańskim na Słowacji.
Pierwsza wzmianka o tych terenach pochodzi z 1265 roku, jednak sama wieś została utworzona w 1921 roku na podstawie reformy rolnej z roku 1920. Początkowo kolonia nosiła nazwę Hodžovo (od ministra Milana Hodžy) i liczyła około 450 osadników (72 rodziny), którzy pochodzili z różnych rejonów kraju. Kolonia rozbudowywała się stopniowo i w 1926 roku uzyskała status wsi. W latach 50. zmieniono jej nazwę na Lipové.
W 2011 roku populacja wynosiła 159 osób, około 15% mieszkańców stanowili Węgrzy, 79% Słowacy, 3% Czesi.